# Презид (Чабар)
45°36′ пн. ш. 14°38′ сх. д. / 45.6° пн. ш. 14.63° сх. д.
Презид (хорв. Prezid) — населений пункт у Хорватії, у Приморсько-Горанській жупанії у складі міста Чабар.

## Населення
Населення за даними перепису 2011 року становило 740 осіб.
Динаміка чисельності населення поселення:

## Клімат
Середня річна температура становить 7,47 °C, середня максимальна – 20,48 °C, а середня мінімальна – -6,55 °C. Середня річна кількість опадів – 1483 мм.
| Клімат поселення                              | Клімат поселення | Клімат поселення | Клімат поселення | Клімат поселення | Клімат поселення | Клімат поселення | Клімат поселення | Клімат поселення | Клімат поселення | Клімат поселення | Клімат поселення | Клімат поселення | Клімат поселення |
| Показник                                      | Січ.             | Лют.             | Бер.             | Квіт.            | Трав.            | Черв.            | Лип.             | Серп.            | Вер.             | Жовт.            | Лист.            | Груд.            |                  |
| Середній максимум, °C                         | 4,42             | 4,95             | 7,69             | 11,44            | 16,20            | 20,00            | 20,48            | 20,35            | 16,54            | 12,27            | 7,22             | 3,62             |                  |
| Середня температура, °C                       | −1,07            | −0,55            | 2,20             | 5,96             | 10,70            | 14,50            | 16,69            | 16,57            | 12,77            | 8,48             | 3,45             | −0,16            |                  |
| Середній мінімум, °C                          | −6,55            | −6,03            | −3,29            | 0,47             | 5,21             | 9,02             | 12,92            | 12,80            | 8,99             | 4,72             | −0,32            | −3,93            |                  |
| Норма опадів, мм                              | 89               | 89               | 111              | 127              | 111              | 141              | 107              | 123              | 134              | 160              | 167              | 124              |                  |
| Середньомісячна швидкість вітру, м/с          | 2.42             | 2.61             | 2.79             | 2.64             | 2.48             | 2.35             | 2.19             | 2.26             | 2.21             | 2.41             | 2.57             | 2.54             |                  |
| Середньомісячна сонячна радіація, кДж/м²·день | 4221             | 7059             | 10206            | 14382            | 18529            | 19774            | 21190            | 17771            | 13194            | 8654             | 4616             | 3548             |                  |
| --------------------------------------------- | ---------------- | ---------------- | ---------------- | ---------------- | ---------------- | ---------------- | ---------------- | ---------------- | ---------------- | ---------------- | ---------------- | ---------------- | ---------------- |
| Джерело:                                      |                  |                  |                  |                  |                  |                  |                  |                  |                  |                  |                  |                  |                  |